# Andromeda (banda británica)
Andromeda fue una banda de rock psicodélico, hard Rock y Rock progresivo británica formada en 1968. La banda, liderada por John Du Cann, grabó un álbum homónimo en 1969 con la colaboración en los coros de Eddie Dyche, relanzado en 2000 como álbum doble conteniendo el álbum original y un CD con demos, sencillos, y grabaciones en directo con el nombre de Definitive Collection. La banda se separó cuando Du Cann se marchó para formar Atomic Rooster en 1970.

## Miembros
- John Du Cann - voz, guitarra
- Mick Hawksworth - bajo
- Jack McCulloch (Jack Collins)  - batería
- Ian McShane -

## Discografía

### Sencillos
- "Go Your Way"/"Keep out 'Cos I'm Dying" (RCA Victor RCA 1854) 1969

### Álbumes
- Andromeda (RCA Victor SF 8031) 1969
- 7 Lonely Street (Reflection MM 06) 1990
- Anthology 1966-1969 (Kissing Spell KSCD9492) 1994
- Live At Middle Earth (Kissing Spell KSLP 9497) 1994
- Originals (Angel Air SJPCD187) 2005
- Beginnings 1967-68 (Angel Air SJPCD 243) 2007

### Álbumes recopilatorios
- See Into the Stars (SAR.CD 003-4) 1990
- Return to Sanity (Background HBG 122/5) 1992
- Definitive Collection (Angel Air SJPCD053) 2000